# Буржуазная политическая экономия
Об отрасли науки см. Экономика, Экономическая теория, Политическая экономия.
Буржуа́зная полити́ческая эконо́мия — самостоятельная категория в истории экономических учений, введённая Карлом Марксом при дифференциации направлений, школ и индивидуальных произведений политико-экономической мысли по историко-формационному признаку. Выделяется в этом контексте наряду с марксистской, а также вульгарной, мелкобуржуазной и т. п. школами экономической мысли.
В истории возникновения марксизма буржуазная политическая экономия рассматривается, по определению В. И. Ленина из его сочинения «Три источника и три составных части марксизма», как одна из трёх предпосылок и составляющих, положенных в основу данного учения.
По определению Федерального образовательного портала «Экономика, социология, менеджмент», встречающееся в зарубежной экономической литературе сочетание англ. bourgeois political economy есть «обозначение представителями марксизма направлений экономической мысли, в которых не признаётся трудовая теория стоимости и эксплуататорский характер капитализма. Синоним: англ. bourgeois economics».

## Этимология термина
В марксистском анализе истории экономических учений появление буржуазной политэкономии как направления экономической мысли датируется периодом «становления капиталистического способа производства и неразвитой классовой борьбы пролетариата». Определение «буржуазная» здесь соотносится с социально-классовой категорией «буржуазия». Выделяя при этом из всей политэкономии классическую школу экономической мысли, Карл Маркс писал, что под ней «я понимаю всю политическую экономию, начиная У. Петти, которая исследует внутренние зависимости буржуазных отношений производства». Подопределение «буржуазная» раскрывает здесь:
1. непосредственно, через имя класса буржуазии — совокупное целеполагание, предпосланное теории, её «адресность». Эта теория, «выражая интересы промышленной буржуазии»[4]), нацелена на оптимизацию условий хозяйственной деятельности буржуазии, а реализация соответствующих предложений соответствовала интересам, самой «природе буржуа, руководимого принципом „разумного эгоизма“»[4].
2. косвенно — (имя класса указывает на систему общественных отношений, в которой интересы капиталистов выдвинуты на первое место) — капитализм как социально-экономическую систему, являющуюся главным объектом исследования. При этом буржуазная политэкономия «провозгласила капитализм вечной и естественной формой производства, единственным строем, по её мнению, соответствующим „природе человека“»[4].

Социальная принадлежность авторов не играет никакой роли в вопросе их отнесения в разряд «буржуазных политэкономов».

## Эволюция содержания категории
Исторически, политическая экономия вообще и классическая политэкономия в частности начинаются именно с буржуазной политической экономии. В ретроспективе буржуазная политическая экономия противостоит трудам меркантилистов. Последние, в известной степени защищая отдельные интересы буржуазии, одновременно предполагали и консервацию некоторых феодальных пережитков в хозяйстве той или иной страны и т. п.
На дальнейших этапах развития мировой экономической мысли идеям буржуазной политической экономии начинают противостоять альтернативные теории, выражающие интересы других классов и социальных групп. Интересы мелкой буржуазии выражали различные течения мелкобуржуазной политической экономии, а также её подвида — вульгарной политической экономии (от лат. vulgaris — простой, обыкновенный, упрощённый; ср. vulgaris в названиях биологических видов). Наконец, в XIX веке зарождается марксистская политическая экономия (
в определениях, апеллирующих к классовой классификации, её называют и пролетарской политической экономией).
В ряд имён, составленных по формуле «Политическая экономия + имя социальной группы», формально попадает «Политическая экономия рантье» (название одного из трудов Н. И. Бухарина). Рантье — одна из подгрупп буржуазии, — фигурирует в данном труде как объект критики, сам же научный труд относится к разряду произведений марксистской политической экономии, и посвящён критике австрийской школы.
На рубеже XIX—XX веков научно-техническая революция, развитие новых форм хозяйствования как внутри национальных экономик, так и в международных экономических отношениях кардинально изменяют социальный состав «совокупного заказчика», то есть групп, оптимизацией расширенного воспроизводства которых посвящены вновь разрабатываемые экономические теории. И хотя экономисты, социологи, политологи всех направлений дали массу вариантов именования этой новой формации (или стадии) — империализм, постиндустриальное общество, постмодернизм и т. п., удовлетворительной и общепризнанной альтернативы «буржуазии» как имени современного класса не было найдено. Таким образом, и в XX и в XXI веке термин буржуазная политическая экономия не выходит из лексики исследований, ведущихся в системах учений, предполагающих членение по историко-формационному признаку. Родовой признак «буржуазный» ассоциируется ныне с классом, иным по составу, но тем же по признакам отношения к средствам производства и способу участия в распределении благ.

## Полемика оппонирующих течений мысли
Чтобы провести водораздел между различными течениями научной мысли в общем виде (то есть, не углубляясь в оценки «правоты» либо «неправоты» того или иного учёного), достаточно распределить этот общий информационный поток по критериям взаимной полемики между представителями соответствующих научных школ.
На этапе возникновения политической экономии как науки (конец XVII века, то есть задолго до того, как эта наука впервые была названа «буржуазной») это — полемика Петти, Смита и других её основоположников с меркантилистами — направлением, отражавшим экономическую мысль применительно к докапиталистическому устройству государств и состоянию их производительных сил и производственных отношений. По мере дальнейшего развития капитализма предпосылки, подпитывавшие меркантилизм как школу, сходили на нет, а сами феодальные пережитки постепенно преодолевались.
Благодаря поступательному развитию капитализма на протяжении XVIII — первой половины XIX века научные споры между политэкономами разных школ не носили антагонистического характера, и потому указать серьёзную альтернативу политэкономии, относимой к «буржуазной», в этот период невозможно. Наиболее критично к современному им политико-экономическому устройству общества относились представители утопического социализма. Однако эти теории, в силу поверхностности своих подходов как к критике капитализма, так и к выдвижению ему альтернатив, не сложились в столь же мощное течение мировой экономической мысли, как у их оппонентов.
Реальная альтернатива классической английской политэкономии была выдвинута лишь в середине XIX века Карлом Марксом. Определив господствующее течение экономической мысли как политэкономию буржуазную, Маркс дал в «Капитале» её развёрнутую критику, положив тем самым начало марксистской политической экономии. Последовавшее за этим нарастание взаимной полемики представителей обоих направлений, не прекратившееся и после смерти Маркса и Энгельса, показало, что — в отличие от эпохи социалистов-утопистов — оказались налицо два сильнейших, конкурирующих течения экономической мысли, устойчивых на протяжении многих поколений учёных.
Со временем в рамках каждого из них сформировались различные школы экономической мысли, ведущие полемику как с представителями оппонирующих течений, так и внутри соответствующих групп. Иногда стороны этих дискуссий удобнее называть по видовому признаку, возвращаясь к родовому («марксистская» — «буржуазная») только когда есть необходимость подчеркнуть фундаментальность либо социальную значимость соответствующего спора.
В XX веке практически каждый известный «буржуазный политэконом», исследовавший глобальные проблемы мирового развития, дал критику того или иного аспекта политической экономии марксизма, и наоборот. Как таковое определение «буржуазная политэкономия» её представителями при этом не оспаривалось, равно как и многочисленные названия классификационных групп, которыми оперировали в советологических центрах. Предметами спора между политэкономами, политологами и социологами двух разных социальных систем были, как правило, более фундаментальные проблемы, значимые для сравнительного анализа, составлявшего на Западе предмет специальных исследований (т. н. Компаративистика).

## Спорные вопросы методологии

### «Буржуазная политэкономия» vs «Economics»
В марксистской литературе вопрос о соотношении понятий «Буржуазная политическая экономия» и «Economics» (в транскриптивном варианте написания кириллицей — «Экономикс») окончательно не решён. Здесь высказываются следующие точки зрения:
- Economics — очередная стадия эволюции буржуазной политэкономии;
- Economics — новая экономическая наука, пришедшая на смену «умершей» буржуазной политэкономии.

Монография Н. К. Каратаева «Economics — буржуазная политэкономия» (1966) в порядке дискуссионной постановки вопроса, соединила оба варианта под одной обложкой. С одной стороны, её заголовок приравнивает оба понятия, с другой — её введение начинается со слов:
Система экономических наук без политической экономии — таков первоначальный вывод, который напрашивается после формального ознакомления с учебными планами университетов и колледжей Англии, США…,
которые могут быть восприняты и как довод в пользу обратного утверждения, и как попытку дать третий, компромиссный вариант:
- Economics — лишь название учебного курса, эклектического с точки зрения методологии; однако при этом буржуазная политэкономия как академическая наука продолжает существовать и развиваться (ср. первый вариант) в силу сохранения и предмета (экономики), и буржуазии как господствующего класса.

Последняя позиция более подробно изложена в специальной статье Экономикс. Фактически, в обширной библиографии советского периода, сочетание «буржуазная политэкономия» активно используется в заголовках и по тексту трудов, посвящённых анализу современного капитализма и его общественных наук, в то время как «Economics», с известной регулярностью, также становится объектом соответствующих специальных исследований.

## Целесообразность использования термина
Зарубежные авторы продолжают использовать категорию «буржуазная политическая экономия» в своих трудах (тж. см. ниже Т. Аткинсон), ставя её в тот или иной контекст своего научного анализа. «Буржуазная», в противопоставлении «пролетарской» — классификационный идентификатор, служащий анализу эволюции науки по критерию типа социально-экономического устройства, оптимизацию которого ставит своей целью соответствующее учение («выражая интересы промышленной буржуазии…»), оно нацелено на оптимизацию условий хозяйственной деятельности буржуазии, соответствуя интересам, самой «…природе буржуа, руководимого принципом „разумного эгоизма“»). Ср. Том Аткинсон:

Теория Маркса подчёркивала историческую изменчивость социальных институтов и обвиняла буржуазную политическую экономию, например, в необоснованной универсализации экономической системы с ограниченными историческими сроками существования, предполагая, что законы капитализма являются законами для любого способа производства.Оригинальный текст (англ.)Marx’s theory emphasized the historical variability of social institutions and charged bourgeois political economy, for example, with falsely universalizing an historically contingent economic system, that is, with supposing that the laws of capitalist production were the laws of any possible mode of production.
Применительно к политической экономии определение «западная» до известной степени сходно с определением «буржуазная», но не тождественно ему. В числе «западных» экономистов представлены учёные Индии, Японии и т. п., в то время как далеко не все теории политэкономов СССР и других социалистических стран безусловно принадлежат «советской», а не «западной» школе.